# 前田孝行 (男爵)
前田 孝行（まえだ たかゆき、1894年（明治27年）6月13日 - 1954年（昭和29年）3月23日）は、昭和期の神職、華族（男爵）。

## 経歴
前田対馬守家第14代当主前田孝男爵の子として生まれる。1937年12月28日、父の死去に伴い男爵を襲爵したが1947年2月3日に爵位を返上した。
国幣小社劔神社宮司、別格官幣社尾山神社宮司などを務めた。

## 親族
- 前妻：静江（1899年 - 1923年）死別
- 子：孝哉
- 後妻：とよ子
- 子：孝男[5]